# Фторид тетрабутиламмония
Фторид тетрабутиламмония (TBAF) — четвертичная аммониевая соль, органический реагент для проведения различных химических реакций с участием фторид-иона: удаления силильных защитных групп и фторирования.

## Получение
Для получения фторида тетрабутиламмония через колонку с сорбентом Amberlite IRA 410 OH пропускают плавиковую кислоту, а затем бромид тетрабутиламмония. После промывки колонки водой водные фракции упаривают до удаления воды, а продукт собирают в виде масла с практически количественным выходом. Безводный реагент с выходом 60 % можно получить по реакции между гексафторбензолом и цианидом тетрабутиламмония в ТГФ при –15 °С.

## Физические свойства
Фторид тетрабутиламмония растворим в воде, тетрагидрофуране, ацетонитриле, диметилсульфоксиде. Безводный реагент несовместим с галогенированными растворителями: дихлорметаном и хлороформом.
Продажный реагент обычно поставляется в виде тригидрата, 1,0 М раствора в ТГФ, или 75 %-го раствора в воде (по массе).

## Применение
Фторид тетрабутиламмония применяется в органическом синтезе для удаления силильных защитных групп в мягких условиях и с отличным выходом. Если спирты, защищённые силильной группой, обрабатывать реагентом в присутствии ацилхлоридов или ангидридов и основания, сразу образуются сложные эфиры. Фторид тетрабутиламмония также способен расщеплять связь C–Si, что применяется в синтезе для удаления силильных групп в винилсиланах, алкинилсиланах, арилсиланах и других кремниевых производных.
Фторид тетрабутиламмония находит применение как органическое основание в тех случаях, когда обычные основания нерастворимы в реакционной среде. В частности, с его использованием проводят реакции алкилирования, элиминирования, галогенирования, присоединения по Михаэлю, альдольной конденсации и внутримолекулярных циклизаций. Ограничением в данном методе является термическая неустойчивость фторида тетрабутиламмония, из-за чего реакции с его участием приходится проводить при температуре ниже 100 °С.

## Меры предосторожности
С гидратом фторида тетрабутиламмония необходимо работать в вытяжном шкафу. Безводное соединение гигроскопично, и его нужно хранить в атмосфере азота или аргона при низкой температуре.